# Rắn lục hoa cân
Rắn lục hoa cân hay còn gọi là rắn lục vảy cưa có danh pháp khoa học Echis carinatus là một loài rắn độc trong họ Rắn lục. Được xếp vào một trong Tứ đại rắn độc Ấn Độ. Loài này được Schneider mô tả khoa học đầu tiên năm 1801.

## Hình ảnh

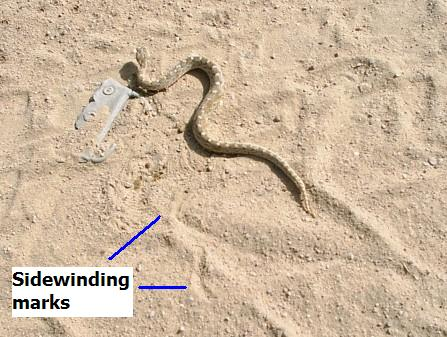
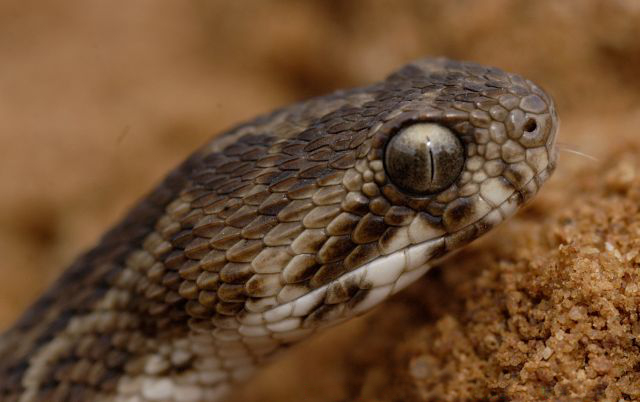
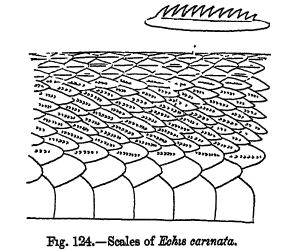
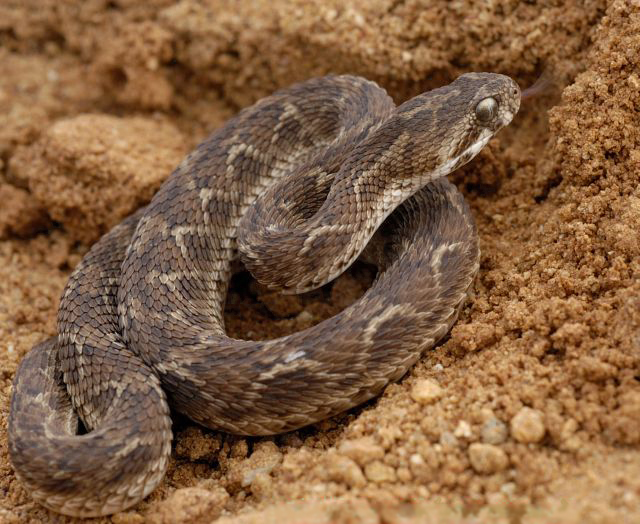